# 岡和男
岡和男（1948年1月15日—2021年4月29日）是日本的男性聲優。埼玉縣出身。所屬事務所是ARTSVISION。

## 演出作品

### 電視動畫
1982年
- 戰鬥機器 薩奔格爾（柯特賽特・梅姆瑪（第一代））

1984年
- 世紀末救世主傳說 北斗神拳（牛樹）

1985年
- 怪怪怪的鬼太郎（第3作）（現場監督、村人A）
- 高中！奇面組（手目小野若藏、男羽度京）

1986年
- 七龍珠（紅色緞帶士兵）
- 相聚一刻（講師）

1987年
- 世紀末救世主傳說 北斗神拳2（猿次）
- 變形金剛：頭領戰士（蓋茲眼、第一線、金魚藻）

1988年
- 鬥將！！拉麵男（圓輪劍面鬼）

1991年
- 金肉人 金肉星王位爭奪篇（100t之王）
- 快樂的慕敏一家 冒險日記（村人）

1992年
- 金肉人 金肉星王位爭奪篇（羅賓假面的父親（羅賓騎士）、水牛人（第一代）、彭貝）
- 蜡笔小新（鑽頭博士、木尾付雄、醫生）
- 元氣小子（庫茲王）
- 宇宙綠野仙蹤（亨利叔叔）
- 小小男子漢（小舞的父親、石川岩男）
- 南國少年奇小邪（休斯）
- 櫻桃小丸子第1期（小坂先生）

1994年
- 機動武鬥傳G GUNDAM（雷蒙・畢雪普、解説員（第2話）、路德格・維霍芬（第26話））
- 勇者警察（東一門）

1995年
- 黃金勇者（臨時演員A（第20話））
- 小熊普太郎（狸貓的父親）

1996年
- 怪怪怪的鬼太郎（第4作）（爸爸、村上）
- 麵包超人（大豆阿大）
- 秀逗魔導士NEXT（克里斯多福）

1997年
- 深海傳說MEREMANOID（約瑟的父親）
- 秀逗魔導士TRY（老人）
- 中華一番（測驗官長）
- 超魔神英雄傳小渡（比卡斯）
- 靈異獵人（德川吉宗）

1998年
- TRIGUN（班森）
- 不可思議的梅爾摩（重製版）（古池）
- 失落的宇宙（賴森）

1999年
- The Big O（老人們、老漁夫）
- 忍者乱太郎（老忍者（學園長的吵鬧朋友））
- 力石戰士（克拉肯、夢太郎）
- 改善人（彩幹生）

2000年
- 沉默的未知（史密斯）
- 哆啦A夢（叔叔、空窩A）
- 第一神拳（醫生）
- 法布爾老師是名偵探（老人）
- 無敵王Tri-Zenon（幹部A）

2001年
- 宇宙人形17（擔任官）
- 丸出駄目夫（社員A、家庭教師C）
- 聖石小子（長老）

2002年
- 我們這一家（橘子的物理課老師）
- 天使特警（老侍從、提督）
- 十二國記（縣正）
- 馭龍少年（葛安克）

2003年
- GAD GUARD（雜貨店）
- 萬花筒之星（製作人）
- GUNGRAVE（艾凡斯）
- 你所期望的永遠（崎山健三）
- 哆啦A夢（老爺爺）
- 忍者亂太郎（狐狸臉的盜賊）
- 鋼之鍊金術師（老警官）
- 人生交叉點（和也的父親）
- 惑星奇航（地雷也查德）
- 神奇寶貝超世代（校長、羅伊斯）
- 名偵探柯南（大松巡査長、站長）

2004年
- 火影忍者（我羅氏九六）
- 忘卻的旋律（濱崎・父親）
- 名偵探柯南（患者A、渡嘉敷警官）

2005年
- 槍與劍（鎮長）
- 怪醫黑傑克（法官、主任、長老）

2006年
- 天使心（學者A）
- Code Geass反叛的魯路修（館長）
- 史上最強弟子兼一（學長A）
- 不可思議星球的雙胞胎公主 Gyu！（克萊森）
- 怪醫黑傑克（郵差）
- Marginal Prince —月桂樹的王子們—（鎮上的老爺爺）
- 名偵探柯南（店主）
- 血色花園（牧師、店員）

2007年
- 我們這一家（鎮議會長）
- 獵魔戰記（泰奧的鎮長）
- 忍者亂太郎（毒足代傘忍者、毒竹的大夫）
- 名偵探柯南（釋蓮）
- 羅密歐×茱麗葉（老人）

2008年
- 忍者亂太郎（研磨師）
- 名偵探柯南（小池）

2009年
- 我們這一家（店主）
- 姊弟物語（老人）
- 蒼天航路（老宦官）
- 名偵探柯南（男、恩田和美、参加者）
- 天堂餐館（馬齊奧）

2010年
- 蠟筆小新（電器商店先生）
- 名偵探柯南（旅館的老闆）

2011年
- 哆啦A夢（蛇夫座）
- DOG DAYS（元老院A、元老院）

2012年
- 蠟筆小新（老人）
- 向陽素描×蜂窩（神）

2016年
- 名侦探柯南（小西和住 #817）
- 3月的獅子（松永正一）

2017年
- 月色真美（安曇龍之介）

2018年
- 銀河英雄傳說 Die Neue These 邂逅（克勞斯·馮·立典拉德）

### 劇場版動畫
- 七龍珠 魔神城的睡美人（魔人）
- 名偵探柯南 紺碧之棺（醫生）

### OVA
- 亞由真由劇場（崎山健三）
- 你所期望的永遠 〜Next Season〜（崎山健三）
- 裝甲騎兵波特姆斯 佩爾森・法爾斯（軍醫）
- 斬龍者英雄傳說 王子的旅程（薩基）

### 遊戲
- 艾柏魯吉（薩克森・瑞斯林）
- 傳奇系列
  - 深淵傳奇（泰奧多羅・格蘭茲）
  - 命運傳奇（PS2版）（德萊丁）
  - 影迷傳奇 Vol.2（泰奧多羅・格蘭茲）
- 馳風競艇王V（畑中一秀）
- 洛克人X4（風暴・福克勞爾、霜・吉巴圖多斯）
- 洛客人Zero2（保勒・康鮑斯）

### 外語配音
- 龍舌蘭與波奈蒂（納索（泰瑞·方克））
- 金剛戰士：渦輪（艾比爾威夏（湯姆·法恩））

### 特攝
- 超級戰隊系列
  - 電磁戰隊百萬連者（捻蟬的聲音）
  - 救急戰隊GOGOV（軟體賽馬獸死亡梅因的聲音）

### 其他
- 日韓隧道・國際海威介紹錄影帶 歐亞大陸20000km之旅（父親）

## 外部連結
- ARTSVISION公開簡歷